# Lliga dels Pirineus d'handbol femenina 2005
La VI Lliga dels Pirineus femenina (en francès, 6ème Ligues de Pyrenées feminine) fou la sisena edició de la competició. Se celebrà el 3 i 4 de setembre de 2005 a la ciutat rossellonenca de Toluges i fou coorganitzada per la Lliga del Llanguedoc-Rosselló, i la Federació Catalana d'Handbol. Hi participaren quatre equips, l'Associació Lleidatana, vigent campió, i l'Esportiu Castelldefels, per part catalana, i l'HB Cercle Nimes i el Sun Al Bouillargues, per part occitana. La competició es disputà en format d'eliminació directa, amb semifinals, final i partit pel tercer i quart lloc.
Es proclamà campió el HB Cercle Nimes, que guanyà a la final a l'Associació Lleidatana per 26 a 18 i aconseguí el seu quart títol de la competició.

## Competició

### Quadre de competició
|  | Semifinals             | Semifinals      |                       |    | Final | Final |
|  |                        |                 |                       |    |       |       |
|  | 3 de setembre          |                 |                       |    |       |       |
|  |                        |                 |                       |    |       |       |
|  | Associació Lleidatana  | 27              |                       |    |       |       |
|  | Associació Lleidatana  | 27              | 4 de setembre         |    |       |       |
|  | Sun Al Bouillargues    | 17              |                       |    |       |       |
|  | Sun Al Bouillargues    | 17              | Associació Lleidatana | 18 |       |       |
|  | 3 de setembre          |                 | Associació Lleidatana | 18 |       |       |
|  |                        | HB Cercle Nîmes | 26                    |    |       |       |
|  | Esportiu Castelldefels | HB Cercle Nîmes | 26                    | 14 |       |       |
|  | Esportiu Castelldefels |                 |                       | 14 |       |       |
|  | HB Cercle Nîmes        | 30              |                       |    |       |       |
|  | HB Cercle Nîmes        | 30              | Tercer i quart lloc   |    |       |       |
|  |                        |                 |                       |    |       |       |
|  | 4 de setembre          |                 |                       |    |       |       |
|  |                        |                 |                       |    |       |       |
|  | Sun Al Bouillargues    | 22              |                       |    |       |       |
|  | Sun Al Bouillargues    | 22              |                       |    |       |       |
|  | Esportiu Castelldefels | 18              |                       |    |       |       |

### Semifinals
| 3 de setembre de 2005 | Associació Lleidatana | 27-17 | Sun Al Bouillargues |  |
| 3 de setembre de 2005 | Notícia               |       |                     |  |
| 3 de setembre de 2005 |                       |       |                     |  |

| 3 de setembre de 2005 | Esportiu Castelldefels | 14-30 | HB Cercle Nîmes |  |
| 3 de setembre de 2005 | Notícia                |       |                 |  |
| 3 de setembre de 2005 |                        |       |                 |  |

### Tercer i quart lloc
| 4 de setembre de 2005 13:30 CET | Sun Al Bouillargues | 22-18 | Esportiu Castelldefels |  |
| 4 de setembre de 2005 13:30 CET | Notícia             |       |                        |  |
| 4 de setembre de 2005 13:30 CET |                     |       |                        |  |

### Final
| 4 de setembre de 2005 15:30 CET | Associació Lleidatana | 18-26 | HB Cercle Nîmes |  |
| 4 de setembre de 2005 15:30 CET | Notícia               |       |                 |  |
| 4 de setembre de 2005 15:30 CET |                       |       |                 |  |

| Campió de la Lliga dels Pirineus 2005 |
| ------------------------------------- |
| HB Cercle Nîmes Quart títol           |

## Estadístiques
| Classificació final | Classificació final    | Classificació final | Classificació final | Classificació final | Classificació final | Classificació final | Classificació final |
| Pos.                | Club                   | PJ                  | PG                  | PP                  | GF                  | GC                  | Gav                 |
| ------------------- | ---------------------- | ------------------- | ------------------- | ------------------- | ------------------- | ------------------- | ------------------- |
| 1                   | HB Cercle Nimes        | 2                   | 2                   | 0                   | 56                  | 32                  | +24                 |
| 2                   | Associació Lleidatana  | 2                   | 1                   | 1                   | 45                  | 43                  | +2                  |
| 3                   | Sun Al Bouillargues    | 2                   | 1                   | 1                   | 39                  | 45                  | -6                  |
|                     | Esportiu Castelldefels | 2                   | 0                   | 2                   | 32                  | 52                  | -20                 |